# Gabriel Chumpitaz
Gabriel Felipe Chumpitaz (Rosario, Argentina, 8 de mayo de 1976) es un empresario y político argentino. Especializado en seguridad privada y es actualmente también Diputado Nacional por la Provincia de Santa Fe

## Biografía
Gabriel Chumpitaz nació en el barrio Belgrano, en la zona oeste de la ciudad de Rosario, provincia de Santa Fe. Es hijo de inmigrantes: su padre es de origen peruano y su madre de ascendencia italiana. Es sobrino de Héctor Chumpitaz, reconocido exfutbolista peruano.
Durante su juventud fue jugador profesional de rugby, experiencia que influyó en su formación personal y en su vínculo con el trabajo en equipo, la disciplina y la toma de decisiones bajo presión.
A los 17 años, al finalizar la secundaria, fundó su primera empresa vinculada al sector de la seguridad privada. Desde entonces ha trabajado en el desarrollo de proyectos relacionados con seguridad corporativa, electrónica y humana, con actividad en distintos rubros como el retail, la industria, clubes, universidades y desarrollos inmobiliarios.
También ha participado como disertante en espacios institucionales y foros especializados en seguridad, y es director de la revista Security Management. Posee formación como Diplomado Internacional en Seguridad e Instructor Nacional de Tiro.
En el ámbito público, fue elegido en tres oportunidades como candidato encabezando listas:
Concejal de Rosario (2015–2019)
Diputado Provincial de Santa Fe (2019–2021)
Diputado Nacional (2021–2025)
A lo largo de su actividad política ha trabajado en temas vinculados a la seguridad, el narcotráfico, el desarrollo productivo y la eficiencia del gasto público. En 2009, realizó declaraciones públicas alertando sobre la expansión del narcotráfico en Rosario. En 2015, denunció el uso irregular de licencias de taxis vinculadas a una organización criminal.
Actualmente preside el bloque Futuro y Libertad en la Cámara de Diputados de la Nación. Su posicionamiento político se enmarca en un perfil liberal y de derecha, con afinidad con La Libertad Avanza y sectores liderados por Patricia Bullrich.